# Гемангіома молочної залози
Гемангіомою молочної залози називають доброякісну пухлину судин. Зовні вона проявляється невеликим потовщенням яскраво-червоного кольору, яке виступає над шкірою. Формується таке новоутворення у дівчаток в основному в дитинстві.
Гемангіома не завдає особливого дискомфорту на початкових етапах, однак може швидко розростатися. Крім того, з часом можуть розвиватися ускладнення у вигляді кровотеч, які відбуваються через запальних процесів і утворення виразок, коли гемангіома занадто велика.

## Симптоми гемангіоми
Це захворювання починає проявляти себе у вигляді м'яких пальпованих утворень вже тоді, коли досягає великих розмірів.
Причини
Спровокувати розвиток гемангіоми можуть такі чинники:
- особливості гормонального розвитку дитини, особливо, якщо вона не доношена;
- вірусні хвороби на ранніх термінах вагітності у матері;
- прийом деяких ліків в процесі виношування плоду.

Група ризику
Найчастіше гемангіома формується у дівчаток європеоїдної раси. Ризик підвищується, якщо дитина недоношена, причому це безпосередньо залежить від ваги: чим нижча маса тіла, тим імовірніше, що захворювання розвинеться.
До групи ризику входять дівчатка, що народилися в результаті багатоплідної вагітності, у матерів старшого віку. Імовірність появи гемангіоми збільшується, якщо під час вагітності діагностували прееклампсія і передлежання плаценти.

## Діагностика
У діагностуванні даної патології застосовуються ручні і інструментальні методи. Лікар оглядає пацієнтку. Якщо виявлено потовщення під шкірою, проводиться пальпація. Лікар(ка) злегка натискає на це місце — гемангіома при цьому зменшується в об'ємі, а її колір стає блідішим, а після знову повертається до початкового розміру і відтінку.
Якщо гемангіома розташовується в підшкірній клітковині глибоко, виконується рентген, проводиться ангіографічне дослідження, щоб визначити зв'язок пухлини з оточуючими кровоносними судинами.
Хороші результати показує УЗД: допомагає виявити структуру новоутворення, його положення і кровотік. Це необхідно, щоб з'ясувати, чи не є новоутворення кістою, грижею або лімфаденітом.
За підсумками проведеного обстеження лікар(ка) вибирає максимально ефективне лікування гемангіоми молочної залози.

## Лікування гемангіоми грудей
Для лікування гемангіоми [Архівовано 29 вересня 2020 у Wayback Machine.] застосовується хірургічний метод з наступним гістологічним дослідженням або електрокоагуляцію.
Лікування захворювань — завдання кваліфікованого фахівця. Головне, що залежить від пацієнтки — вчасно прийти до досвідченого мамолога. Чим раніше Ви почнете лікування, тим ефективнішим воно буде.

## Профілактика гемангіоми
Способів, здатних на сто відсотків запобігти утворенню гемангіоми, на сьогодні не існує, оскільки точні причини її формування поки невідомі.
Лікарі рекомендують вагітним жінкам піклуватися про профілактику вірусних захворювань і робити все можливе, щоб виносити дитину до повного терміну.
При плануванні вагітності майбутнім матері і батькові варто відмовитися від прийому алкоголю, від куріння і наркотиків. Щоб бути впевненими у своєму здоров'ї, можна записатися на консультацію хірурга-мамолога. ЛІкар(ка) встановить точний діагноз і дасть рекомендації щодо періодичності лікарських оглядів. Якщо гемангіома зростає швидко, оглядатись необхідно робити кожні два-чотири тижні. Якщо вона не збільшується — раз на півроку, а коли зменшується — щорічно.